# تورجير بيورن
تورجير بيورن (بالنرويجية البوكمول: Torgeir Bjørn)‏ هو متزحلق نرويجي، ولد في 9 مارس 1964.

## وصلات خارجية
- تورجير بيورن على موقع الاتحاد الدولي للتزلج (التزلج الريفي) (الإنجليزية)
- تورجير بيورن على موقع أوليمبيديا (الإنجليزية)